# Adèle Milloz
Adèle Milloz (Bourg-Saint-Maurice, 5 maggio 1996 – Chamonix-Mont-Blanc, 12 agosto 2022) è stata una scialpinista francese.

## Biografia
Rappresentò la Francia ai Giochi mondiali militari invernali di Soči 2017 dove ottenne la medaglia d'oro nell'individuale e nella staffetta, con la connazionale Laetitia Roux.
Agli europei di Nicolosi 2018 vinse la medaglia d'oro nello sprint. Fu quinta alla Pierra Menta del 2018.
Si ritirò dalle competizioni agonistiche nel 2019, in seguito intraprese gli studi per diventare guida alpina.
È morta all'età di 26 anni, insieme ad un'altra alpinista, in un incidente sul Monte Bianco, lungo la via normale sul versante dell'Aiguille du Peigne.

## Palmarès
- Europei

Nicolosi 2018: oro nello sprint;
- Giochi mondiali militari invernali

Soči 2017: oro nell'individuale; oro nella staffetta;